# 문태수 (배우)
문태수(1969년 12월 17일 ~ )는 대한민국의 배우이자 성우이다.

## 학력
- 수원대학교 전자공학 학사

## 출연작

### 영화
- 《색다른 그녀》 (2021년) - 기자 역
- 《구원》 (2021년) - 황씨 역
- 《[|죽이러 간다]]》 (2020년) - 선술집 남자 역
- 《위험한 상견례 2》 (2015년) - 고시원 옆방남 역
- 《음치클리닉》 (2015년) - 성우 역
- 《악의 연대기》 (2015년) - 경찰 역
- 《타투: 새기고 사라지다》 (2013년) - 아버지 역
- 《박팀장의 스트라이크》 (2013년) - 박팀장 역
- 《스타: 빛나는 사랑》 (2012년) - 방송국 국장 역
- 《저스트 프렌즈》 (2012년) - 성형외과 환자 역

### 드라마
- 《오늘부터 인간입니다만 》 (2025년, SBS) - 공장사장역
- 《고등 햄릿》 (2022년, 웹드라마) - 한의사 아버지역
- 《법대로 사랑하라》 (2022년, KBS) - 영화사 홍대표역
- 《술꾼도시여자들》 (2021년, 티빙 드라마) - 부조감독역
- 《모두의 캅》 (2021년, 웹드라마) - 아랫집남자 역
- 《사명대사》 (2019년, SBS) - 도쿠가와 이에야스 역
- 《조선에서 왓츠롱》 (2018년, 웹드라마) - 선장역
- 《당찬 우리동네》 (2018년, KBS) - 태수역
- 《투깝스》 (2017년, MBC) - 카메라감독역
- 《아이리시 어퍼컷》 (2017년, 웹드라마) - 성우역
- 《역적 : 백성을 훔친 도적》 (2017년, MBC) - 수귀단역
- 《써클: 이어진 두 세계》 (2017년, tvN) - 고과장 역
- 《불어라 미풍아》 (2016년, MBC) - 판사역
- 《오 마이 금비》 (2016년, KBS2) - 환자부역
- 《귀신 보는 형사 처용 2》 (2015년, OCN) - 조만복 역

### 연극
- 《흑백다방》2025/다방주인 태수역(오사카 공연)
- 《음악극_조선협객》2025/김두한역
- 《코리아특급_은하철도》2024/야마모토 타로역
- 《음악극_조선협객》2024/김두한역
- 《노르망디》2024(서울, 광주)/구영환역
- 《왕초》2024/명태역
- 《자이니치 컬렉션》2023/야마모토 타로역
- 《농촌 청년》2023/사위역
- 《코리아특급》2023/야마모토 타로역
- 《안녕 대장》2023/샛별역
- 《노르망디》2023/김창화역
- 《거주자 우선 주차구역 》2022/박사장 역
- 《장미를 삼키다》2022/강수인 형사 역
- 《아름다운 강산》2022/작가 역
- 《셀룰로이드》2022/아버지 역
- 《싱싱냉장고》2021/마동식 역
- 《셀룰로이드》2021/아버지 역
- 《자이니치》2021/토모야키역
- 《아보카도 트리》2020/강은산역
- 《노르망디》2020/김창화역
- 《불편한 너와의 사정거리》2020/김판식역
- 《내생애 가장 평범한 여행》2019/서영부역
- 《어메이징 그레이스》2018/변호사역
- 《꿈이 없어도 괜찮아》2017/박귀남역
- 《노르망디》2017/구영환역
- 《개를 데리고 다니는 여인》2016/안나남편역
- 《맹그룹네경사》2016/맹효원역
- 《오피스라이프》 2016/덕배 역
- 《호스피스》 2015/아버지 역
- 《행복배달부 우수씨》2015/ 김우수역
- 《두 바퀴로 가는 자동차》2015/곰역
- 《욕 그 참을 수 없는》2014/집행관역
- 《바다한가운데서》2014/보통이역
- 《가족 만들기》2014/나철학역
- 《노을》2013/김만수역
- 《라이방》2013/문태수역
- 《햄릿》2012/클로디어스 역

### 성우
- 《대한항공》2025 /외 다수
- 《KBS 목포 라다오 드라마》2024 /외 다수
- 《현대중공업》2023 /외 다수
- 《롯데건설》2022 /외 다수
- 《sk하이닉스》2021 /외 다수
- 《기운찬》2020 /외 다수
- 《웰덤치킨》2019 /외 다수
- 《삼성전자》2018 /외 다수
- 《KBS 네오베어》2018/네오아빠역 /외 다수
- 《MBC 역적》2017/드라마 26회 나레이션 /외 다수
- 《버블스틱》2016/외 다수
- 《비보이를 사랑하는 발레리나》2015/외 다수
- 《EBS 다큐프라임》디지털점쟁이 2014/외 다수
- 《박근혜대통령 홍보 선거영상》2012 /외 다수
- 《극장판 KBS 거북이와 토끼》2012/거북아 월터역/외 다수